# Cristoforo Madruzzo
Cristoforo Madruzzo (Calavino, 5 de julio de 1512 – Tívoli, 5 de julio de 1578) fue un cardenal y hombre de Estado italiano.
Nacido en el seno de una familia noble de Trento, hermano del condotiero Eriprando Madruzzo, estudió en las universidades de Padua y Bolonia; fue canónigo de Trento en 1529, de Salzburgo en 1536 y de Bresanona al año siguiente.  En 1539 fue nombrado príncipe obispo de Trento, por aquel entonces parte del Sacro Imperio Romano Germánico.  Tras renunciar al principado en 1567 en favor de su sobrino Ludovico Madruzzo, encabezó sucesivamente las diócesis italianas de Sabinia, Palestrina y Porto.
Como hombre de Estado desempeñó importantes misiones al servicio del emperador Carlos V, de su hermano Fernando I y del hijo de aquel Felipe II, participando activamente en la dieta de Ratisbona de 1541 y manteniendo el gobierno del ducado de Milán entre finales de 1556 y agosto de 1557.
Murió con 66 años, está enterrado en la capilla de los Madruzzo en la Iglesia de San Onofrio en Roma. 
Fue sucedido por su sobrino Ludovico Madruzzo.